# Списак победника Вимблдона — жене појединачно
Вимблдон (енгл. The Championships, Wimbledon) је најстарији, према многим мишљењима и најугледнији гренд слем турнир у тенису.
Играју се мушки и женски мечеви у појединачној конкуренцији, као и у паровима, и мешовитим паровима (мушко-женски пар). Такође, играју се турнири за јуниоре (појединачно и у паровима). Додатна категорија такмичења је за тенисере преко 35 и преко 45 година.
Од 1968. године се такмиче и професионалци, од када настаје тзв. „Опен ера“.
Ово је преглед победника женског турнира у појединачној конкуренцији, са њиховим противницама и резултатом финалног меча.

## Опен ера
| Година | Победница                             | Финалисткиња                          | Резултат                              |
| ------ | ------------------------------------- | ------------------------------------- | ------------------------------------- |
| 2025   | Ига Свјонтек                          | Аманда Анисимова                      | 6–0, 6–0                              |
| 2024   | Барбора Крејчикова                    | Жасмин Паолини                        | 6–2, 2–6, 6–4                         |
| 2023   | Маркета Вондроушова                   | Унс Џабир                             | 6–4, 6–4                              |
| 2022   | Јелена Рибакина                       | Унс Џабир                             | 3–6, 6–2, 6–2                         |
| 2021   | Ешли Барти                            | Каролина Плишкова                     | 6–3, 6–74, 6–3                        |
| 2020   | није играно — пандемија вируса корона | није играно — пандемија вируса корона | није играно — пандемија вируса корона |
| 2019   | Симона Халеп                          | Серена Вилијамс                       | 6–2, 6–2                              |
| 2018   | Анџелик Кербер                        | Серена Вилијамс                       | 6–3, 6–3                              |
| 2017   | Гарбиње Мугуруза                      | Венус Вилијамс                        | 7–5, 6–0                              |
| 2016   | Серена Вилијамс                       | Анџелик Кербер                        | 7–5, 6–3                              |
| 2015   | Серена Вилијамс                       | Гарбиње Мугуруза                      | 6–4, 6–4                              |
| 2014   | Петра Квитова                         | Јуџини Бушард                         | 6–3, 6–0                              |
| 2013   | Марион Бартоли                        | Забине Лизики                         | 6–1, 6–4                              |
| 2012   | Серена Вилијамс                       | Агњешка Радвањска                     | 6–1, 5–7, 6–2                         |
| 2011   | Петра Квитова                         | Марија Шарапова                       | 6–3, 6–4                              |
| 2010   | Серена Вилијамс                       | Вера Звонарјова                       | 6–3, 6–2                              |
| 2009   | Серена Вилијамс                       | Венус Вилијамс                        | 7–63, 6–2                             |
| 2008   | Венус Вилијамс                        | Серена Вилијамс                       | 7–5, 6–4                              |
| 2007   | Венус Вилијамс                        | Марион Бартоли                        | 6–4, 6–1                              |
| 2006   | Амели Моресмо                         | Жистин Енен                           | 2–6, 6–3, 6–4                         |
| 2005   | Венус Вилијамс                        | Линдси Девенпорт                      | 4–6, 7–64, 9–7                        |
| 2004   | Марија Шарапова                       | Серена Вилијамс                       | 6–1, 6–4                              |
| 2003   | Серена Вилијамс                       | Венус Вилијамс                        | 4–6, 6–4, 6–2                         |
| 2002   | Серена Вилијамс                       | Венус Вилијамс                        | 7–64, 6–3                             |
| 2001   | Венус Вилијамс                        | Жистин Енен                           | 6–1, 3–6, 6–0                         |
| 2000   | Венус Вилијамс                        | Линдси Девенпорт                      | 6–3, 7–63                             |
| 1999   | Линдси Давенпорт                      | Штефи Граф                            | 6–4, 7–5                              |
| 1998   | Јана Новотна                          | Натали Тозија                         | 6–4, 7–62                             |
| 1997   | Мартина Хингис                        | Јана Новотна                          | 2–6, 6–3, 6–3                         |
| 1996   | Штефи Граф                            | Аранча Санчез Викарио                 | 6–3, 7–5                              |
| 1995   | Штефи Граф                            | Аранча Санчез Викарио                 | 4–6, 6–1, 7–5                         |
| 1994   | Кончита Мартинез                      | Мартина Навратилова                   | 6–4, 3–6, 6–3                         |
| 1993   | Штефи Граф                            | Јана Новотна                          | 7–6, 1–6, 6–4                         |
| 1992   | Штефи Граф                            | Моника Селеш                          | 6–2, 6–1                              |
| 1991   | Штефи Граф                            | Габријела Сабатини                    | 6–4, 3–6, 8–6                         |
| 1990   | Мартина Навратилова                   | Зина Гарисон                          | 6–4, 6–1                              |
| 1989   | Штефи Граф                            | Мартина Навратилова                   | 6–2, 6–7, 6–1                         |
| 1988   | Штефи Граф                            | Мартина Навратилова                   | 5–7, 6–2, 6–1                         |
| 1987   | Мартина Навратилова                   | Штефи Граф                            | 7–5, 6–3                              |
| 1986   | Мартина Навратилова                   | Хана Мандликова                       | 7–6, 6–3                              |
| 1985   | Мартина Навратилова                   | Крис Еверт                            | 4–6, 6–3, 6–2                         |
| 1984   | Мартина Навратилова                   | Крис Еверт                            | 7–6, 6–2                              |
| 1983   | Мартина Навратилова                   | Андреа Јегер                          | 6–0, 6–3                              |
| 1982   | Мартина Навратилова                   | Крис Еверт                            | 6–1, 3–6, 6–2                         |
| 1981   | Крис Еверт                            | Хана Мандликова                       | 6–2, 6–2                              |
| 1980   | Ивон Гулагонг                         | Крис Еверт                            | 6–1, 7–6                              |
| 1979   | Мартина Навратилова                   | Крис Еверт                            | 6–4, 6–4                              |
| 1978   | Мартина Навратилова                   | Крис Еверт                            | 2–6, 6–4, 7–5                         |
| 1977   | Вирџинија Вејд                        | Бети Стеве                            | 4–6, 6–3, 6–1                         |
| 1976   | Крис Еверт                            | Ивон Гулагонг                         | 6–3, 4–6, 8–6                         |
| 1975   | Били Џин Кинг                         | Ивон Гулагонг                         | 6–0, 6–1                              |
| 1974   | Крис Еверт                            | Олга Морозова                         | 6–0, 6–4                              |
| 1973   | Били Џин Кинг                         | Крис Еверт                            | 6–0, 7–5                              |
| 1972   | Били Џин Кинг                         | Ивон Гулагонг                         | 6–3, 6–3                              |
| 1971   | Ивон Гулагонг                         | Маргарет Корт                         | 6–4, 6–1                              |
| 1970   | Маргарет Корт                         | Били Џин Кинг                         | 14–12, 11–9                           |
| 1969   | Ен Хејдон Џоунс                       | Били Џин Кинг                         | 3–6, 6–3, 6–2                         |
| 1968   | Били Џин Кинг                         | Џуди Тегарт-Далтон                    | 9–7, 7–5                              |